# 蔡萬
蔡萬（1525年—？），字一之，福建泉州府晉江縣人，民籍，明朝政治人物。

## 生平
嘉靖三十四年（1555年）乙卯科福建鄉試第六十二名舉人。嘉靖三十八年（1559年）中式己未科會試第九十名，二甲第十八名進士。隆庆中官廣西平樂府同知。

## 家族
曾祖蔡添和；祖父蔡曮；父蔡天禮，母王氏；繼母吳氏。严侍下。弟汪、宠。